# Едді Лорд Домбрає
Е́дді Ло́рд Домбра́є (англ. Eddy Lord Dombraye, нар. 11 листопада 1979, Порт-Харкорт, Нігерія) — нігерійський футболіст, що виступав на позиції півзахисника та нападника у складі ужгородського «Закарпаття», луцької «Волині» та низки іншиїх клубів з Нігерії, Польщі та Сербії. Викликався до лав молодіжній збірної Нігерії.

## Життєпис
Вихованець клубу «Прем'єр Бреверіз». Виступав у Нігерії за «Івуаньянву Нейшнл» та «Бендел Іншуренс». У 1998 році переїхав до Польщі, де захищав кольори клубу ЛКС, що виступав у Екстраклясі. У 1999 році брав участь у молодіжному чемпіонаті світу в складі збірної Нігерії. Після вильоту ЛКС до нижчого дивізіону, перейшов до лав «Стоміла», однак у новому клубі справи пішли не найкращим чином і наступний сезон Домбрає розпочав вже у сербському ОФК.
У 2003 році нігерійський нападник опинився в луцькій «Волині», де провів 2 сезони, так і не ставши гравцем основи, після чого уклав угоду з ужгородським «Закарпаттям», хоча міг опинитися у харківському «Металісті». На думку тренера «Волині» Віталія Кварцяного причиною слабкої гри Домбрайе стало його надмірне захоплення українськими дівчатами. В Ужгороді нігерієць провів чотири роки, двічі вилітаючи з Прем'єр-ліги та двічі здобуваючи право на участь у змаганнях найсильніших знову.
У 2009 року з'явилася інформація про те, що Едді Домбрає поповнить лави ФК «Фенікс-Іллічовець» (Калініно), однак жодного разу до заявки цього клубу він там і не потрапив.

## Досягнення
- Переможець першої ліги чемпіонату України (1): 2008/09
- Срібний призер першої ліги чемпіонату України (1): 2006/07